# Viggo Sten Møller
Viggo Sten Møller (24. januar 1897 i Herstedøster – 26. november 1990 på Frederiksberg) var en dansk arkitekt og forfatter. Han var fader til Henrik Sten Møller.

## Uddannelse
Viggo Sten Møller var søn af lærer i Herstedøster, senere overlærer i Øverød Josef Frederik Ferdinand Møller og Metea Pouline (Zakarias) Nielsen. Han tog præliminæreksamen 1913, blev murerlærling og gik på Kunstakademiets Arkitektskole, hvorfra han tog afgang fra den bygningstekniske skole 1916.

## Karriere
Han var ansat hos Anton Rosen 1916-20, drev egen virksomhed fra 1935 og arbejdede i Søværnets Bygningstjeneste 1920-35.
Han fik gennem elevtiden hos Rosen en levende interesse for kunsthåndværk og -industri, og han var redaktør af Nyt Tidsskrift for Kunstindustri/Dansk Kunsthåndværk 1932-53, konsulent for Ny Carlsberg Glyptotek 1934-72 og for Ny Carlsbergfondet 1937-72, medlem af bestyrelsen for Akademisk Arkitektforening 1938-40, leder af udstillingsudvalget 1940-42 og direktør i Landsforeningen Dansk Kunsthåndværk 1943-53. Han var leder af Kunsthåndværkerskolen 1953-67 og fik stor betydning for dansk designs promovering og succes i 1950'erne.

## Hæder
Han modtog De Bielkeske Legater 1921, 1923 og 1929, K.A. Larssens og Hustru L.M. Larssens født Thodbergs Legat 1922, Akademiets stipendium 1925, blev æresmedlem af Landsforeningen Dansk Kunsthåndværk 1953, modtog den store medalje fra Svenska Slöjdföreningen 1954, fik Overretssagfører L. Zeuthens Mindelegat 1967 og tildeling fra Illumfondet 1967, Håndværkets Medalje 1968, Carlsbergs Mindelegat 1969 og Danmarks Nationalbanks Jubilæumsfond af 1968 1976. 1951 blev han Ridder af Dannebrog.
Viggo Sten Møller blev gift 23. april 1920 i Søllerød med Bodil Ponsaing (2. marts 1897 i København – 11. maj 1983), datter af fuldmægtig Christian Henri Ponsaing og Marie Larsen.

## Værker

### Bygninger og indretninger
- Bank- og forretningsbygning, Holte (projekt, 1921, 1. præmie)
- Billige boliger, Politikens konkurrence (projekt, 1925)
- Forslag til ombygning af Statens Museum for Kunst, København (1927, sammen med Marinus Andersen og Leo Swane)
- Aggersvej 3, København (1937)
- Dansk Folkeferies feriebyer sammen med Marinus Andersen: Gilbjerg Strandhuse (1941-42 og 1946-47), Næstved Ferieby ved Karrebæksminde (1941-42), Middelfart Ferieby ved Fænøsund (1942)
- Projekt til omlægning af rådhuspladsen i Vejle med skulptur af Sigurjón Olafsson (1942)
- Indretning af udstillingssale i Ny Carlsberg Glyptotek (1957-58)
- Nyopstilling af den etruskiske samling sammesteds (1965-66)

### Restaureringer
- Nicolai Abildgaards landsted Spurveskjul, Frederiksdal (1925)
- Tilbageføring af herregården Pederstrup og nedrivning af Ferdinand Meldahls fløje, Lolland (1938-40)
- Det gl. Havehus, Skagens Museum (1942)
- Bryggergården, Knabrostræde 13, København (1952)

### Mindesmærker
- Zakarias Nielsen (mindesten, 1925, Søllerød Kirkegård)
- Sprogforskernes mindesten, Dantes Plads, København (1937)
- Mindetavlen for søfolk, omkommet under 2. verdenskrig (opsat 1948, Holmens Kirke, København)
- Mindesmærke for samme (ved samme kirke, opstillet 1948)

- Mindesten ved Holmens Kirke
- Mindetavle i Holmens Kirke

### Skriftlige arbejder
- (sammen med Christian Elling) Holmens Bygningshistorie, 1932.
- Saxbo Stentøj, 1961.
- Henning Koppel, 1965.
- Dansk kunstindustri 1850-1950, 1970.
- Frederiksvern, 1973.
- (sammen med Henrik Sten Møller) En bok om Barbro Nilsson, 1977.
- Funktionalisme og brugskunst siden 1920rne, 1978.
- Arkitekten Anton Rosens arbejder, Rhodos 1980.
- (sammen med Henrik Sten Møller) Kay Bojesen, 1983.